# Luxembourg au Concours Eurovision de la chanson 1972
Le Luxembourg a participé au Concours Eurovision de la chanson 1972 à Édimbourg, Écosse, au Royaume-Uni. C'est la 16e participation et la 3e victoire du Luxembourg à l'Eurovision.
Le pays est représenté par Vicky Leandros et la chanson Après toi, sélectionnées en interne par Télé Luxembourg.

## Sélection
Télé Luxembourg choisit l'artiste et la chanson en interne pour représenter Luxembourg au Concours Eurovision de la chanson 1972.
Lors de cette sélection, c'est la chanteuse Vicky Leandros et la chanson Après toi, écrite et composée par Leo Leandros (en) (alias Mario Panas) et Klaus Munro, qui furent choisies.

## À l'Eurovision

### Points attribués par le Luxembourg
| 10 points | Portugal                                 |
| 9 points  |                                          |
| 8 points  | France Royaume-Uni Yougoslavie           |
| 7 points  | Allemagne Pays-Bas Suisse                |
| 6 points  | Belgique Finlande Irlande Italie Norvège |
| 5 points  | Autriche Espagne Suède                   |
| 4 points  | Monaco                                   |
| 3 points  |                                          |
| 2 points  | Malte                                    |

### Points attribués à Luxembourg
| 10 points                   | 9 points                                  | 8 points                                         | 7 points            | 6 points            |
| --------------------------- | ----------------------------------------- | ------------------------------------------------ | ------------------- | ------------------- |
| - Royaume-Uni - Yougoslavie | - Allemagne - Irlande - Italie - Pays-Bas | - Autriche - Belgique - France - Norvège - Suède | - Monaco - Portugal | - Finlande - Suisse |
| 5 points                    | 4 points                                  | 3 points                                         | 2 points            | 1 point             |
|                             | - Malte                                   |                                                  | - Espagne           |                     |

Vicky Leandros interprète Après toi en 17e position, après la Belgique et avant les Pays-Bas. Au terme du vote final, Luxembourg termine 1re sur 18 pays, obtenant 128 points.